# Cimetière militaire allemand de Langemark
Pour un article plus général, voir Sites funéraires et mémoriels de la Première Guerre mondiale (Front Ouest).
Le cimetière militaire allemand de Langemark est un cimetière militaire de la Première Guerre mondiale, situé à Langemark, dans la province belge de Flandre-Occidentale.

## Soldats enterrés

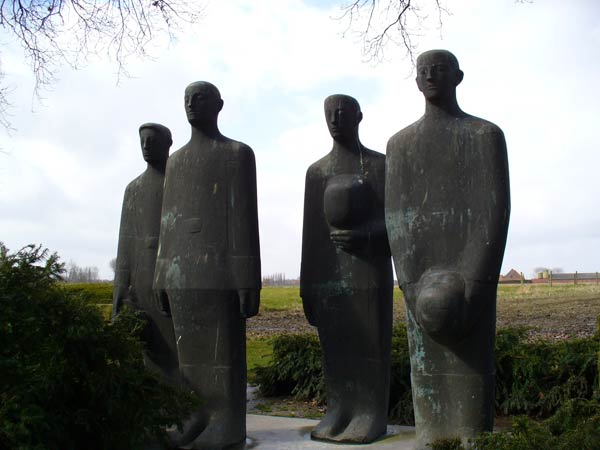
Emil Krieger : „Trauernde Soldaten“ (soldats en douleur muette), cimetière militaire allemand de la Première Guerre mondiale Langemark, Belgique

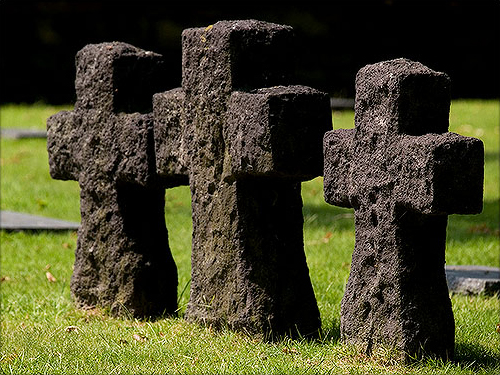
Tombes au cimetière militaire allemand de Langemark

44 304 soldats allemands y reposent, dont le pilote Werner Voss.